# Св. св. Теодор Тирон и Теодор Стратилат (Кастания)
„Св. св. Теодор Тирон и Теодор Стратилат“ (на гръцки: Ναός Αγίων Θεοδώρων Σερβίων) е православна манастирска църква в южномакедонския град Сервия, Егейска Македония, Гърция.

## Местоположение
Храмът е разположен в центъра на селото.

## История
Мъжкият манастир е съществувал преди появата на селото Кастания. Негов метох е бил Сервийският манастир „Св. св. Теодор Тирон и Теодор Стратилат“. Според преданията манастирът е разрушен от селяните от предградията на Сервия, които избили монасите и са завзели района на манастира през първата половина на XVIII век и били отлъчени от Църквата.
В 1892 година църквата вече е сметната за неподходяща за нуждите на селото. На 24 март 1892 година митрополит Константий Сервийски иска от властите ферман за обновяването на църквата. До 1896 година ферманът не се дава от властите, докато митрополит Константий не се обръща към патриарх Антим VII Константинополски  с молба да се намеси и ферманът е издаден. Сроежът на храма започва на същото място, където е бил старият, и е завършен в 1898 година. В 1899 година е решено да се издигне камбанария, висока 16 m. Камбанарията е квадрат с дължина на страната 4 m с четири етажа. През 70-те години на XX век два от четирите етажа са премахнати, защото са сметнати за опасни.
Част от енорията е и църквата „Успение Богородично“.